# مارثا روت
مارثا لوئیس روت (به انگلیسی: Martha Louise Root) متولد ۱۹ اوت ۱۸۷۲ در اوهایو، یکی از ایادیان امرالله در دین بهائی می‌باشد.

## فعالیت‌ها
خدمات مستمر او برای آئینش، ۲۰ سال به طول انجامید و برای تبلیغ ۴ بار به دور زمین حرکت کرد و شوق افندی او را افخم و اعظم سفیر امر الهی نامید. وی در رابطه با تبلیغ، دارای القابی نظیر فخر مبلغین و مبلغات است.
او در بیش از ۴۰۰ دانشگاه معروف سخنرانی کرد و با انواع طبقات مردم ارتباط داشت. وی کتاب بهاءالله و عصر جدید را که نوشته دکتر اسلمنت بود ترجمه کرد و انتشار داد. به وسیله همین کتاب بود که ملکه رومانی به دین بهائی روی آورد، ملکه رومانی نیز به مارثا یک سنجاق سر باارزش که هدیه دولت روس بود اهداء کرد. او همچنین تاگور (شاعر معروف) را ملاقات کرد.
وی در ۲۸ سپتامبر ۱۹۳۹ در هونولولو درگذشت.
عبدالبهاء دربارهٔ وی چنین می‌گوید:
بذری افشاند که هزاران خرمن از آن حاصل. نسبت به جمیع ملل مهربان بود. نهالی غرس کرد که الی‌الابد ازهارش اثمار دهد.